# جيمي كيد
جيمي كيد (بالإنجليزية: Jamie Cade)‏ هو لاعب كرة قدم بريطاني في مركز الهجوم، ولد في 15 يناير 1984 في درم في المملكة المتحدة. شارك مع منتخب إنجلترا تحت 16 سنة لكرة القدم. أما مع النوادي، فقد لعب مع تونبريدج أنغلز وكولتشستر يونايتد ونادي تشيسترفيلد ونادي كرولي تاون ونادي ليويس ونادي ميدلزبره ونادي هورشام.

## وصلات خارجية
- جيمي كيد على موقع قاعدة بيانات كرة القدم.إي يو (الإنجليزية)
- جيمي كيد على موقع Soccerbase.com (لاعب) (الإنجليزية)